# Краснорядская улица (Рязань)
Красноря́дская улица — улица на территории старого центра в Советском районе города Рязани. Названа в честь располагавшихся рядом с улицей красильных лавок, торговавших тканями и одеждой — «красных рядов». Нумерация домов начинается от улицы Горького.
Ансамбль улицы Краснорядской является памятником архитектуры Рязанской области.

## Расположение
Краснорядская улица расположена в самом центре старого города, который в свою очередь является частью Советского района. Является южной границей обширной площади имени Ленина. Берёт начало от перекрёстка с улицей Горького и заканчивается улицей Маяковского. Пересечений с другими улицами не имеет.
На другой, северной части площади расположена симметричная улица Кольцова. Территориально, улица относится к Центральной части Советского района.

## История
В средние века в этом месте располагалась Чернопосадская слобода. Посадскими или чёрными людьми называли сословие, в обязанности которого входило платить подати и выполнять мелкие работы. Чёрнопосадская слобода в свою очередь являлась частью Верхнего посада, названного так по расположению выше реки Лыбеди.
Московская дорога шла от Глебовской башни Кремля через Острог и проходила севернее современной площади Ленина. Примерно в районе площади стояла деревянная Воздвиженская церковь.
В 1780 году Рязань получает первый генеральный план. Старые деревянные улицы города перестраивают по новой, симметричной квартальной сетке, модной для того времени. Верхний посад превращается в Московскую часть. Здесь была предусмотрена планом обширная Хлебная площадь — для торговли мукой, сеном и дровами. Для таких продуктов требовались большие объёмы — так как привозили их на обозах, что и диктовало размеры площади. С северной и южной части площади было предусмотрено строительство купеческих каменных домов.
В 1782 году был отменён запрет на открытие лавок в частных домах, что существенно ускорило строительство в этом месте. Первый жилой дом, возведённый на Краснорядской улице был построен ещё до 1794 года архитектором И. Г. Сулакидзевым по образцовому проекту. Сегодня это дом под № 19.
В начале XIX века Хлебная площадь начинает застраиваться зданиями Нового Гостиного двора. Старый двор, располагающийся на Астраханской улице уже перестал удовлетворять потребности купцов из-за своего малого размера. Строительство было поручено тому же Сулакидзеву. Он и спроектровал вокруг комплекса две симметричные улицы для застройки купеческими домами с торговыми лавками на первых этажах — будущие Краснорядскую и Горшечную.
Активная застройка Краснорядской улицы начинает формироваться в середине XIX века. На плане 1818 года уже был отмечен Г-образный дом на углу Краснорядской и Маяковского. Специфика территории и высокий спрос определили тип застройки — блокированные здания стена-в-стену с брандмауэрами между домами. Большинство владений здесь использовались под постоялые дворы. Дом № 17 в переходном стиле от барокко к классицизму построен архитектором Н. П. Милоновым. Рядом расположенный 15 дом вероятно, строился одновременно. Дом № 9 возведён в начале 1820-х годов.
В 1837 году на Хлебной площади произошёл большой пожар, уничтоживший первые построенные здесь торговые ряды и существенно повредил дома в округе. Вскоре, был произведён ремонт. Дома № 5, 11, 13, 23 выстроены в стиле эклектики, а № 1 и 23 имеют деревянный второй этаж.
После реформ Александра II в городе начинается широкий строительный бум. Здания на Краснорядской перестраиваются — их объём был существенно увеличен вглубь квартала, внутри которого появляются деревянные флигели.
Точная дата, во время которой Краснорядская получила своё название не установлена. Вероятно, это произошло во второй половине XIX века, когда улица предстаёт бойкой и оживлённой. В народе её называют «толкучкой». Здесь торгуют хозяйственными, обувными и галантерейными «красными» товарами. В лавках жилых домов открываются чайные и трактиры. Здесь можно было приобрести «колониальный товар» — кофе, чай, бакалею.
В постоялых дворах на Краснорядской бывал Сергей Есенин во время своих приездов в Рязань. Вот как вспоминает эти моменту учительницы П. С. Гнилосырова, ставшая спутницей поэта в одну из таких поездок:
В центре города мы въехали на мостовую, и телега запрыгала и загремела по булыжнику. Замелькали вывески магазинов. Кое-где приказчики, выйдя на улицу, зазывали покупателей. Остановились мы на Краснорядской улице. Там Есенин поставил лошадь на постоялый двор. Я отправился по своим делам, а Есенина ушёл на Новый базар. Был базарный день. Как всегда, на широкой площади между каменными рядами была толчея, слышался шум, крики легковых и ломовых извозчиков, звуки гармоники, а иногда и шарманки. Парни и девушки грызли орехи и подсолнухи. Бродили и сидели нищие. За порядком наблюдали стоявшие на перекрёстках улиц городовые.
После революции в жилых квартирах на Краснорядской разместили пролетарские семьи. Однако торговля на улице, как и на всей площади продолжалась. В 1928 году Рязанский губернский исполнительный комитет выступил с призывом: «Сотрем старые имена». В постановлении комитета было переименование 18 улиц — среди них была и Краснорядская, которую предполагалось переименовать в Кооперативную. Тем не менее, кому-то из партийных коллег удалось убедить комитет оставить старое название, созвучное новому времени. «Красные» ряды были присуще советской торговле периода новой экономической политики.
Перед Великой Отечественной войной в городе планировалось построить ряд общественных учреждений. Одним из них должен был оказаться здание Центрального городского универмага. К строительству удалось приступить только после окончания войны — 1950 году универмаг был построен на месте снесённого Г-образного дома Житкова на углу Краснорядской и Маяковского.
В середине XX века начинается процесс реконструкции площади Ленина, однако ансамбль Краснорядской не был затронут. В 1995 году, к 900-летнему юбилею Рязани на улице прошли реставрационные работы.
Начиная с этого времени в зданиях на Краснорядской размещаются общественно-торговые учреждения.

## Архитектура
Краснорядская почти полностью сохранила свой облик, свойственный купеческой торговой улице. Единственное относительно новое здание здесь — бывший Центральный универмаг. Здесь можно проследить переход от барокко к классицизму, сменившемуся ампиром и эклектикой. Здание центрального универмага выдержано в советском классическом стиле. Однако в нём проглядываются конструктивистские черты — оригинальный проект универмага был спроектирован в момент перехода от конструктивизма к сталинской архитектуре.

### Здания
Центральный универмаг (№ 25/80)
Здание на углу современной Краснорядской и Маяковского был построено ещё в начале XIX века — на плане 1818 года оно уже отмечено как построенное. К началу XX века оно принадлежало купцу Житкову — хлеботорговцу родом из Пензинской губернии, который имел там чайную. Другие помещения в здании сдавались в аренду, а подвалы использовались для хранения муки. Посетители отмечали высокую культуры обслуживания, а нетрезвые посетители внутрь не допускались.
В 1918 году дом был национализирован, через год постановление народного комиссариата торговли и промышленности, в нём открылась Поверочная палатка мер и весов — главный метрологический орган Рязанской губернии, который позже был преобразован в Рязанский центр стандартизации, метрологии и сертификации.
В 1950-х годах в рамках масштабной реконструкции города здание купца Житкова снесли, а на его месте построили двухэтажный угловой корпус Центрального городского универмага. Просуществовал он там недолго, уже в 1953 году началось строительство новго, ещё более крупного здания на Соборной улице. В освободившихся помещениях на краснорядской был открыт Центральный детский мир.

## Транспорт
По улице не проходит общественный транспорт, однако она расположена на территории крупного транспортно-пересадочного узла площади Ленина и улицы Маяковского. В советское время по улице проходил маршрут 14 троллейбуса, контактная сеть которого была ликвидирована в конце 2000-х годов.